# Sauce aux prunes
La sauce aux prunes (chinois traditionnel : 梅醬 ; pinyin : méijiàng) est un condiment visqueux brun clair aigre-doux. Il est utilisé dans la cuisine chinoise aussi bien en tant que trempette pour les plats frits comme les pâtés impériaux, les nouilles, les boulettes de poulet frites et les viandes panées, mais aussi en tant que marinade dans des recettes classiques de la cuisine de Canton ou plus modernes.
Les restaurants chinois en Amérique du Nord lui ont donné un usage supplémentaire : cette sauce accompagne le canard laqué. Toutefois, traditionnellement, c'est de la sauce hoisin qui est servie. Elle est faite de prunes sucrées ou d'autres fruits tels que la pêche, l'ananas ou l'abricot. On y ajoute du sucre, du vinaigre, du sel, du gingembre et parfois de l'ail, de l'oignon et des piments,.

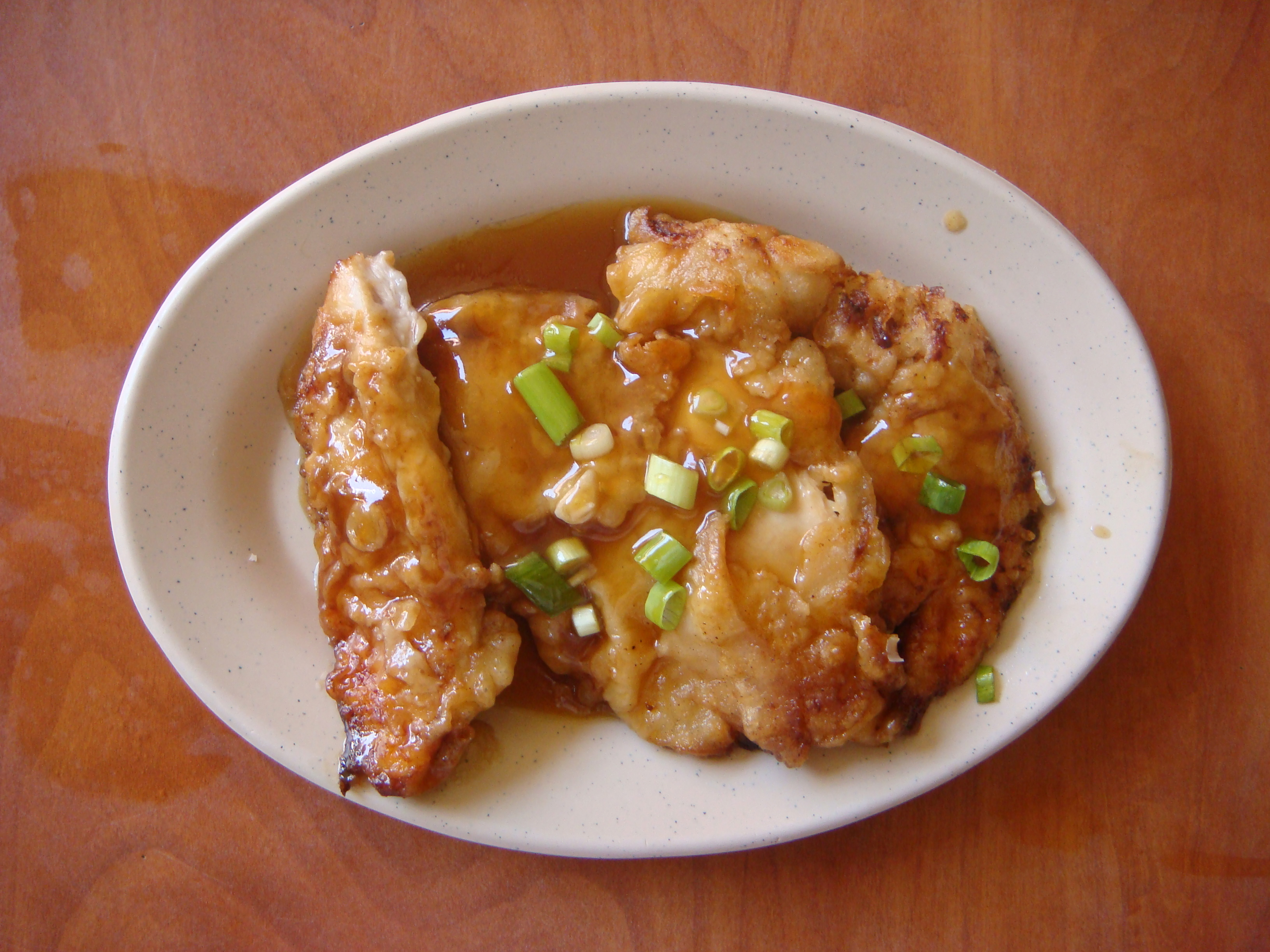
Poulet accompagné de sauce aux prunes.